# عصر القوة (فلم)
عصر القوة فيلم جريمة مصري إنتاج عام 1991، من إخراج نادر جلال، وبطولة: نادية الجندي , عبدالله غيث , محمود حميدة , يوسف فوزي , حسن حسين , وحيد عزت.

## قصة الفيلم
تدور أحداث القصة حول الصراع الدائر بين عائلتي (الفيومي)، و(المرسي)، بعد مقتل أحد أبناء (المرسي) على يد واحد من أبناء (أدهم الفيومي)، وينجح (أدهم) في إفلات ابنه من العقاب عن طريق تزوير شهادة واحدة من الشهود، وقتل شاهدين آخرين، بينما تعترض (أمينة) المحامية وهي ابنة (أدهم الفيومي) على أسلوب والدها الملتوي بهدف إبعاد ابنه عن تحمل مسئولية جريمته، وتنتقم عائلة (المرسي) من (الفيومي) باستهداف وقتل نجل (الفيومي)، واختطاف أبناء (أمينة).

## وصلات خارجية
- مقالات تستعمل روابط فنية بلا صلة مع ويكي بيانات
- صفحة الفيلم على موقع السينما